# Clapton (album, 2010)
Clapton je dvacáté sólové studiové album anglického kytaristy a zpěváka Erica Claptona, vydané v září roku 2010. Album obsahuje převážně coververze. Jeho producenty spolu s Claptonem byli Doyle Bramhall II a Justin Stanley a hrají na něm například JJ Cale, Jim Keltner nebo Wynton Marsalis.

## Seznam skladeb
1. „Travelin' Alone“ (Lil' Son Jackson) – 3:56
2. „Rocking Chair“ (Hoagy Carmichael) – 4:04
3. „River Runs Deep“ (JJ Cale) – 5:52
4. „Judgement Day“ (Snooky Pryor) – 3:13
5. „How Deep Is the Ocean“ (Irving Berlin) – 5:29
6. „My Very Good Friend the Milkman“ (text: Johnny Burke, hudba: Harold Spina) – 3:20
7. „Can't Hold Out Much Longer“ (Walter Jacobs) – 4:08
8. „That's No Way to Get Along“ (Robert Wilkins) – 6:07
9. „Everything Will Be Alright“ (Cale) – 3:51
10. „Diamonds Made from Rain“ (Doyle Bramhall II, Nikka Costa, Justin Stanley) – 4:22
11. „When Somebody Thinks You're Wonderful“ (Harry M. Woods) – 2:51
12. „Hard Times Blues“ (Lane Hardin) – 3:45
13. „Run Back to Your Side“ (Bramhall, Eric Clapton) – 5:17
14. „Autumn Leaves“ (Joseph Kosma, Johnny Mercer, Jacques Prévert) – 5:40

## Sestava
- Eric Clapton – zpěv, kytara, mandolína
- Doyle Bramhall II – kytara, perkuse, zpěv
- JJ Cale – kytara, zpěv
- Jim Keltner – bicí, perkuse
- Willie Weeks – basová kytara, kontrabas
- Walt Richmond – klavír, klávesy, Hammondovy varhany, piáno
- Derek Trucks – kytara, slide kytara
- Paul Carrack – Hammondovy varhany
- Sereca Henderson – varhany
- London Session Orchestra – smyčcové nástroje
- Allen Toussaint – klavír
- Wynton Marsalis – trubka
- Kim Wilson – harmonika
- Sheryl Crow – zpěv
- Nikka Costa – doprovodný zpěv
- Terry Evans – doprovodný zpěv
- Willie Green, Jr. – doprovodný zpěv
- Lynn Mabry – doprovodný zpěv
- Arnold McCuller – doprovodný zpěv
- Debra Parsons – doprovodný zpěv
- Steve Winwood - kytara, zpěv, Hammond B3